# Lambach (Moselle)
Pour les articles homonymes, voir Lambach.
Lambach [lambax] est une commune française située dans le département de la Moselle, en Lorraine, dans la région administrative Grand Est. Le village fait partie du pays de Bitche et du bassin de vie de la Moselle-Est.
L'abbé Patrick Muller célèbre la messe pour l'immaculée Conception.

## Géographie

### Localisation
Le village se situe dans le pays de Bitche, en bordure du pays couvert, dans la zone où la forêt est largement trouée par les essartages. Le village-rue de Lambach est dominée par son écart, Glasenberg, qui s'étend sur le plateau.

### Géologie et relief
Commune membre du Parc naturel régional des Vosges du Nord.
Le paysage a considérablement changé depuis la Seconde Guerre mondiale, alors que la structure du village a peu évolué. Les prairies de fauche ont été envahies par des herbes folles, faute d'entretien du réseau de drainage et les coteaux, couverts de champs et de prairies, ont été gagnés par la forêt, aujourd'hui omniprésente. Cette mutation du milieu est bien à l'image des changements du monde rural.
La commune se compose de 46,78 hectares de territoires artificialisés (8,29 %), 121,64 hectares de territoires agricoles (21,57 %) et 395,14 hectares de forêts et milieux semi-naturels (70,06 %).
Espaces naturels :
- Trois espaces protégés hors Natura 2000 Vosges Du Nord :

Réserve de Biosphère, zone tampon,
Réserve de Biosphère, zone de transition,
Parc naturel régional.
- Deux zones naturelles d'intérêt écologique, faunistique et floristique (Znieff) :

Forêts spontanées des Vosges du Nord,
Ruisseaux et étangs à Lemberg.
Système d’information pour la gestion des eaux souterraines du bassin Rhin-Meuse : Géologie

### Sismicité
Commune située dans une zone de sismicité 2 faible.

### Hydrographie et les eaux souterraines
La commune est située dans le bassin versant du Rhin au sein du bassin Rhin-Meuse. Elle est drainée par le Schwalbach.
Le Schwalbach, d'une longueur totale de 23,4 km en France, prend sa source dans la commune de Lemberg traverse onze communes françaises puis, au-delà de Schweyen, poursuit son cours en Allemagne où elle se jette dans la Horn.

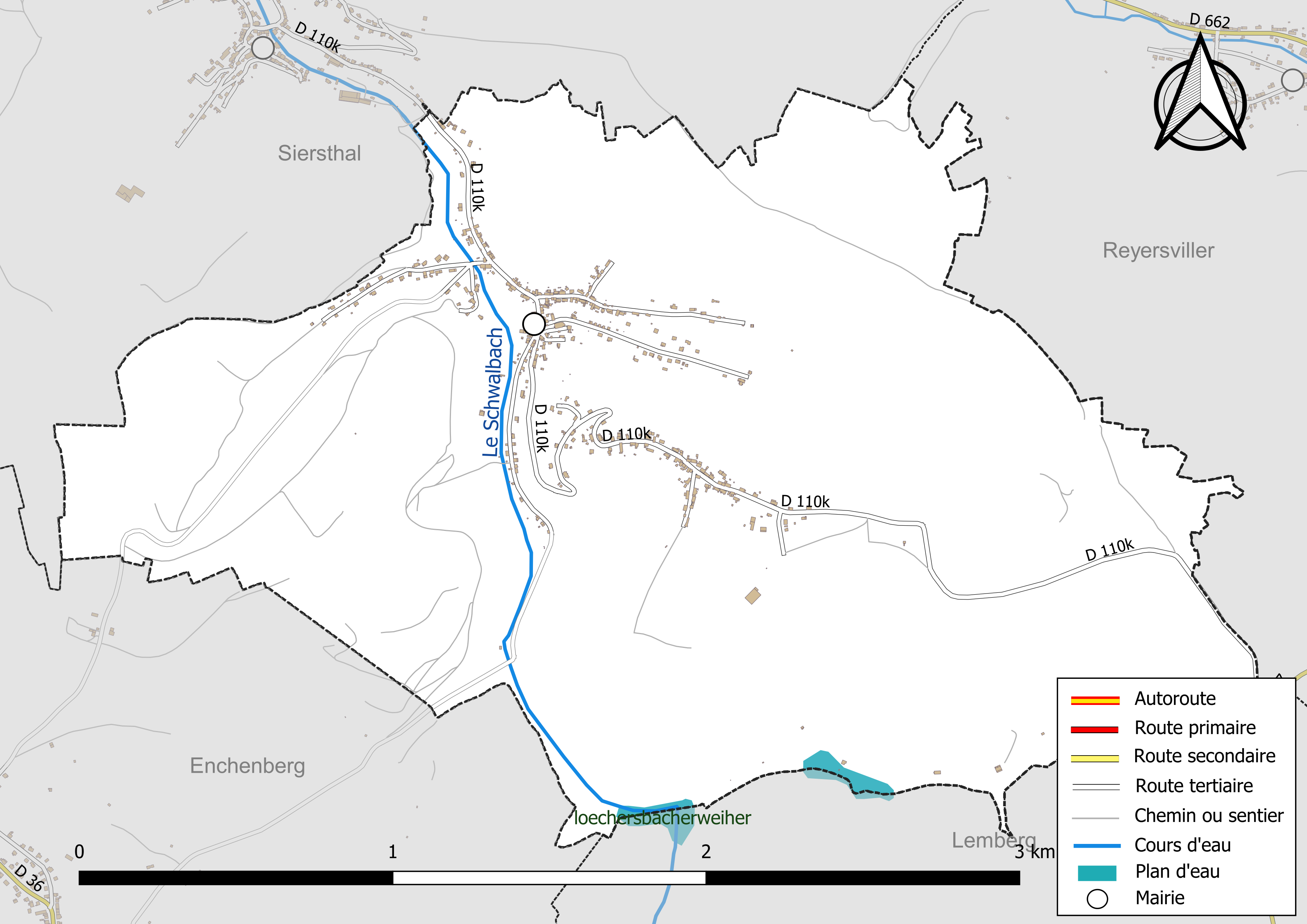
Réseaux hydrographique et routier de Lambach.

La qualité du Schwalbach peut être consultée sur un site spécial géré par les agences de l’eau et l’Agence française pour la biodiversité.

### Climat
Pour des articles plus généraux, voir Climat du Grand Est et Climat de la Moselle.
En 2010, le climat de la commune est de type climat des marges montargnardes, selon une étude du Centre national de la recherche scientifique s'appuyant sur une série de données couvrant la période 1971-2000. En 2020, Météo-France publie une typologie des climats de la France métropolitaine dans laquelle la commune est exposée à un climat semi-continental et est dans la région climatique  Vosges, caractérisée par une pluviométrie très élevée (1 500 à 2 000 mm/an) en toutes saisons et un hiver rude (moins de 1 °C). 
Pour la période 1971-2000, la température annuelle moyenne est de 9,8 °C, avec une amplitude thermique annuelle de 16,7 °C. Le cumul annuel moyen de précipitations est de 989 mm, avec 12,8 jours de précipitations en janvier et 10 jours en juillet. Pour la période 1991-2020, la température moyenne annuelle observée sur la station météorologique de Météo-France la plus proche, « Mouterhouse », sur la commune de Mouterhouse à 8 km à vol d'oiseau, est de 10,1 °C et le cumul annuel moyen de précipitations est de 954,2 mm. 
La température maximale relevée sur cette station est de 40,4 °C, atteinte le 25 juillet 2019 ; la température minimale est de −23 °C, atteinte le 13 janvier 1987,,. 
Les paramètres climatiques de la commune ont été estimés pour le milieu du siècle (2041-2070) selon différents scénarios d'émission de gaz à effet de serre à partir des nouvelles projections climatiques de référence DRIAS-2020. Ils sont consultables sur un site spécial publié par Météo-France en novembre 2022.

## Urbanisme

### Typologie
Au 1er janvier 2024, Lambach est catégorisée commune rurale à habitat dispersé, selon la nouvelle grille communale de densité à sept niveaux définie par l'Insee en 2022.
Elle est située hors unité urbaine. Par ailleurs la commune fait partie de l'aire d'attraction de Bitche, dont elle est une commune de la couronne,. Cette aire, qui regroupe 10 communes, est catégorisée dans les aires de moins de 50 000 habitants,.

### Occupation des sols
L'occupation des sols de la commune, telle qu'elle ressort de la base de données européenne d’occupation biophysique des sols Corine Land Cover (CLC), est marquée par l'importance des forêts et milieux semi-naturels (70 % en 2018), une proportion sensiblement équivalente à celle de 1990 (70,7 %). La répartition détaillée en 2018 est la suivante : 
forêts (70 %), prairies (15,5 %), zones urbanisées (8,4 %), zones agricoles hétérogènes (6,2 %). L'évolution de l’occupation des sols de la commune et de ses infrastructures peut être observée sur les différentes représentations cartographiques du territoire : la carte de Cassini (XVIIIe siècle), la carte d'état-major (1820-1866) et les cartes ou photos aériennes de l'IGN pour la période actuelle (1950 à aujourd'hui).

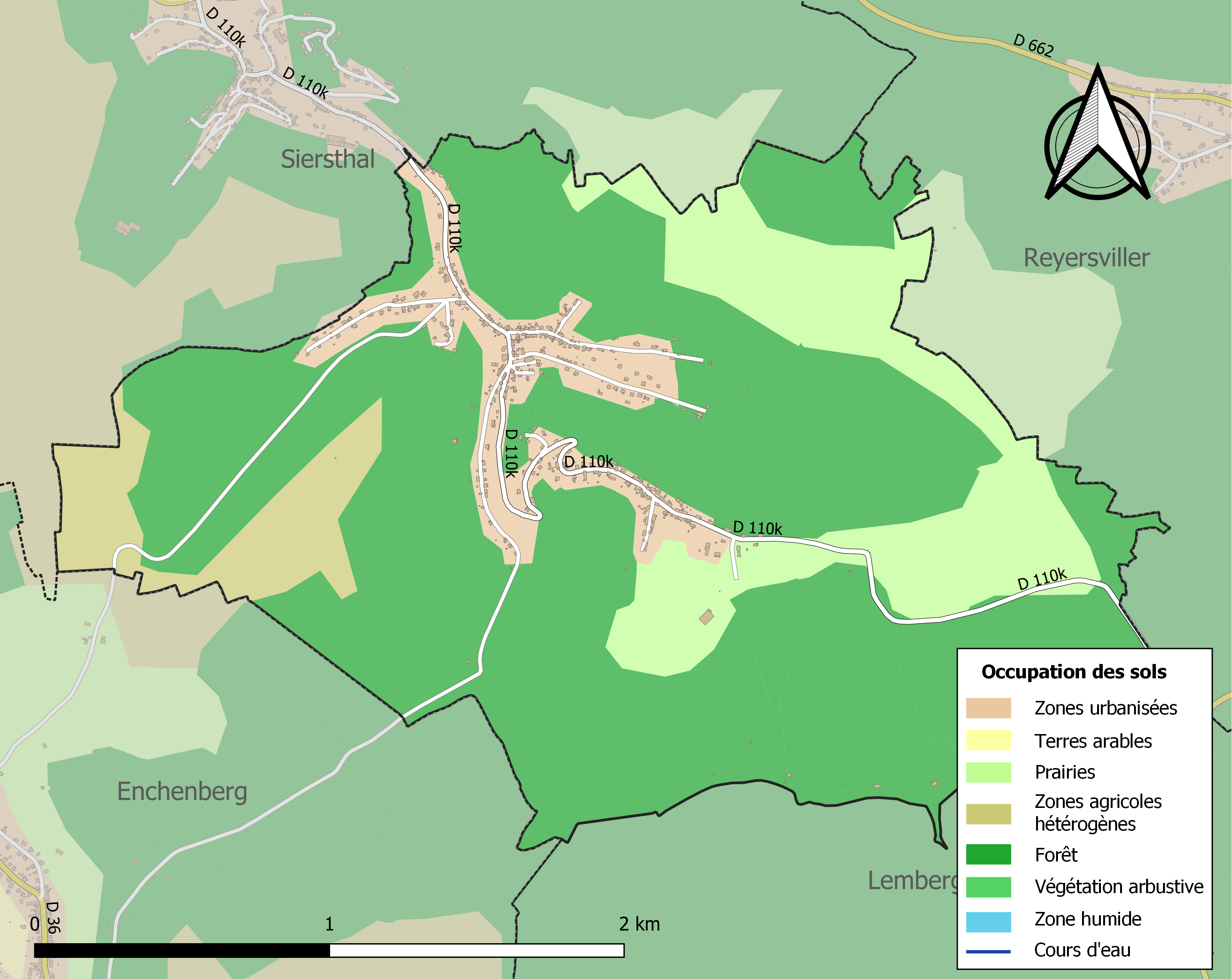
Carte des infrastructures et de l'occupation des sols de la commune en 2018 (CLC).

### Voies de communications et transports

#### Voies routières
- D110k vers Siersthal.
- D662 vers Reyersviller, Petit-Réderching[23].

#### Transports en commun
- Fluo Grand Est.

##### SNCF
- Gare de Bitche,
- Gare de Rohrbach-lès-Bitche,
- Gare de Wingen-sur-Moder,

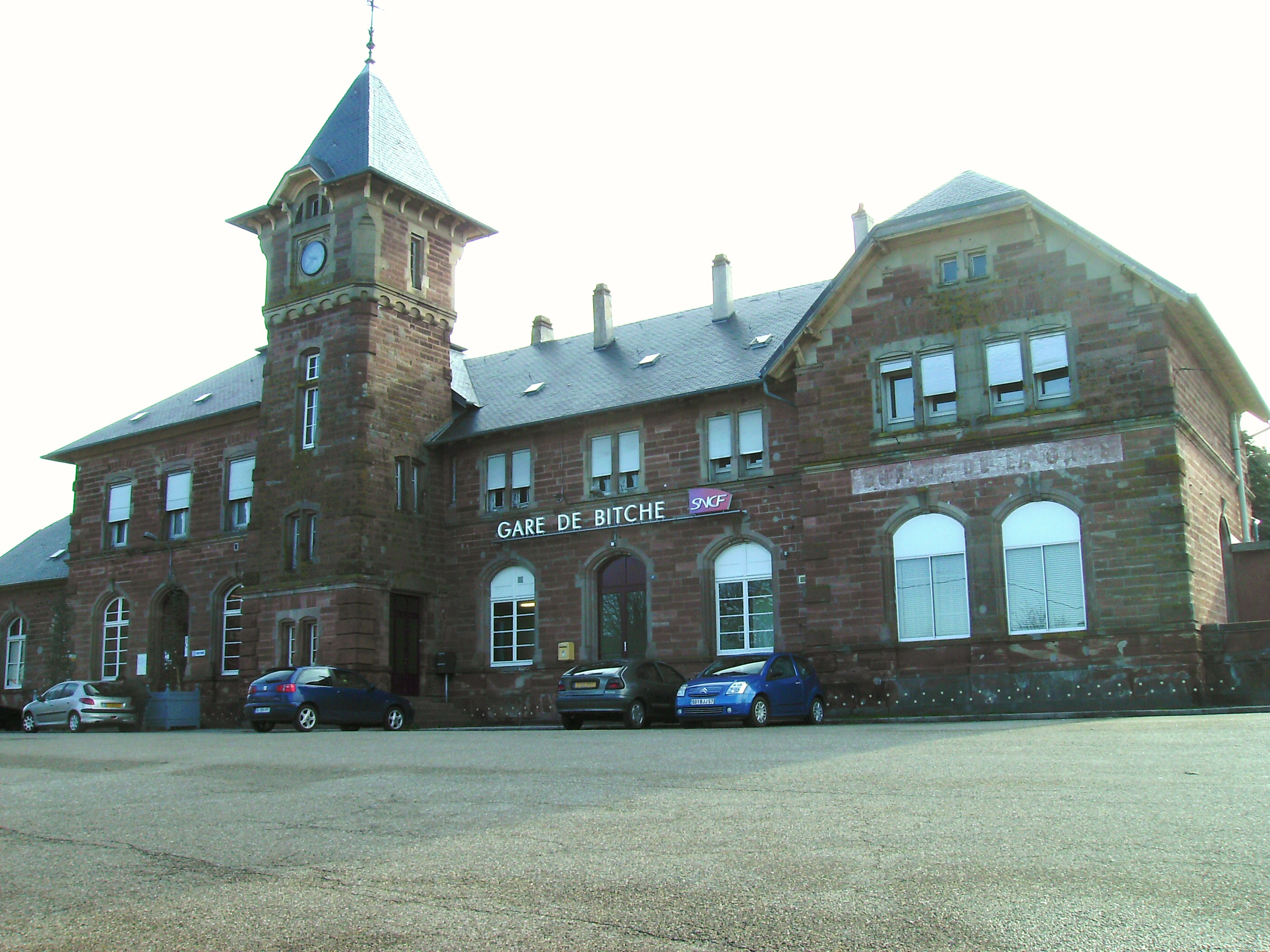
Gare de Bitche.

- Gare de Wœlfling-lès-Sarreguemines,
- Gare de Wittring.

### Intercommunalité
Commune membre de la Communauté de communes du Pays de Bitche.

## Toponymie
- Limbach (1594), Lampach (1771), Lambach (1793).
- Lampach en francique lorrain[24].

## Histoire
Mentionnés en 1577 sous la forme Lampach, du vieil allemand Lam-Bach, le ruisseau marécageux, et en 1750 sous la forme Glasenberg, un toponyme évoquant une verrerie aujourd'hui disparue, les deux agglomérations font partie depuis 1802 du canton de Rohrbach-lès-Bitche, après avoir appartenu de 1790 à 1802 à l'éphémère canton de Lemberg.
Du point de vue spirituel, Lambach est succursale de la paroisse de Siersthal jusqu'à son érection en paroisse en 1907. L'église, dédiée à l'Immaculée Conception de la Vierge Marie, est construite en style néo-roman en 1904-1905.
Après la guerre de 30 ans (1618-1648) il y a eu le premier habitant de Lambach.

## Politique et administration
| Période                                  | Période     | Identité          | Étiquette | Qualité      |
| ---------------------------------------- | ----------- | ----------------- | --------- | ------------ |
| Les données manquantes sont à compléter. |             |                   |           |              |
| mars 1989                                | mars 2014   | Raymond Gabenesch |           |              |
| mars 2014                                | 18 mai 2020 | Jean-Paul Neu     |           |              |
| 18 mai 2020                              | En cours    | Éliane Fontaine   |           | Ancien cadre |

### Budget et fiscalité 2023
En 2023, le budget de la commune était constitué ainsi :
- total des produits de fonctionnement : 443 000 €, soit 888 € par habitant ;
- total des charges de fonctionnement : 374 000 €, soit 750 € par habitant ;
- total des ressources d'investissement : 620 000 €, soit 125 € par habitant ;
- total des emplois d'investissement : 71 000 €, soit 143 € par habitant ;
- endettement : 90 000 €, soit 180 € par habitant.

Avec les taux de fiscalité suivants :
- taxe d'habitation : 14,83 % ;
- taxe foncière sur les propriétés bâties : 30,25 % ;
- taxe foncière sur les propriétés non bâties : 68,82 % ;
- taxe additionnelle à la taxe foncière sur les propriétés non bâties : 0,00 % ;
- cotisation foncière des entreprises : 0,00 %.

Chiffres clés Revenus et pauvreté des ménages en 2021 : médiane en 2021 du revenu disponible, par unité de consommation : 22 440 €.

## Population et société

### Démographie

#### Évolution démographique
L'évolution du nombre d'habitants est connue à travers les recensements de la population effectués dans la commune depuis 1793. Pour les communes de moins de 10 000 habitants, une enquête de recensement portant sur toute la population est réalisée tous les cinq ans, les populations de référence des années intermédiaires étant quant à elles estimées par interpolation ou extrapolation. Pour la commune, le premier recensement exhaustif entrant dans le cadre du nouveau dispositif a été réalisé en 2008.

En 2022, la commune comptait 475 habitants, en évolution de −7,23 % par rapport à 2016 (Moselle : +0,52 %, France hors Mayotte : +2,11 %).
| 1793 | 1800 | 1806 | 1821 | 1836 | 1841 | 1861 | 1866 | 1871 |
| ---- | ---- | ---- | ---- | ---- | ---- | ---- | ---- | ---- |
| 475  | 403  | 579  | 582  | 803  | 746  | 802  | 787  | 756  |

| 1875 | 1880 | 1885 | 1890 | 1895 | 1900 | 1905 | 1910 | 1921 |
| ---- | ---- | ---- | ---- | ---- | ---- | ---- | ---- | ---- |
| 645  | 632  | 632  | 670  | 692  | 728  | 762  | 757  | 659  |

| 1926 | 1931 | 1936 | 1946 | 1954 | 1962 | 1968 | 1975 | 1982 |
| ---- | ---- | ---- | ---- | ---- | ---- | ---- | ---- | ---- |
| 635  | 627  | 622  | 646  | 627  | 659  | 648  | 600  | 562  |

| 1990 | 1999 | 2006 | 2008 | 2013 | 2018 | 2022 | - | - |
| ---- | ---- | ---- | ---- | ---- | ---- | ---- | - | - |
| 542  | 562  | 548  | 544  | 521  | 505  | 475  | - | - |

### Enseignement
Établissements d'enseignements :
- Écoles maternelles et primaires,
- Collèges à Lemberg, Bitche, Rohrbach-lès-Bitche, Wingen-sur-Moder, Diemeringen,
- Lycées à Bitche, Éguelshardt, Sarre-Union.

### Santé
Professionnels et établissements de santé :
- Médecins à Enchenberg, Lemberg, Bitche, Petit-Réderching, Goetzenbruck, Montbronn, Rohrbach-lès-Bitche,
- Pharmacies à Lemberg, Bitche, Goetzenbruck, Montbronn, Rohrbach-lès-Bitche,
- Hôpitaux à Bitche, Ingwiller, Niederbronn-les-Bains, Sarre-Union, Sarreguemines, Sarralbe, Rouhling, Phalsbourg.

### Cultes
- Culte catholique, Archiprêtré de Bitche : Saint-Bernard de Bitche[34], Diocèse de Metz.

## Économie

### Entreprises et commerces

#### Agriculture
- Sylviculture et autres activités forestières.
- Culture et élevage associés.
- Culture de céréales, de légumineuses et de graines oléagineuses.
- Culture de légumes, de melons, de racines et de tubercules.

#### Tourisme
- Gîte de France.
- Hébergements à Reyersviller, Hottviller, Petit-Rederching, Lemberg.
- Restaurant.

#### Commerces
- Commerces et services de proximité[35] à Lambach, Lemberg, Bitche.

## Culture locale et patrimoine

### Lieux et monuments

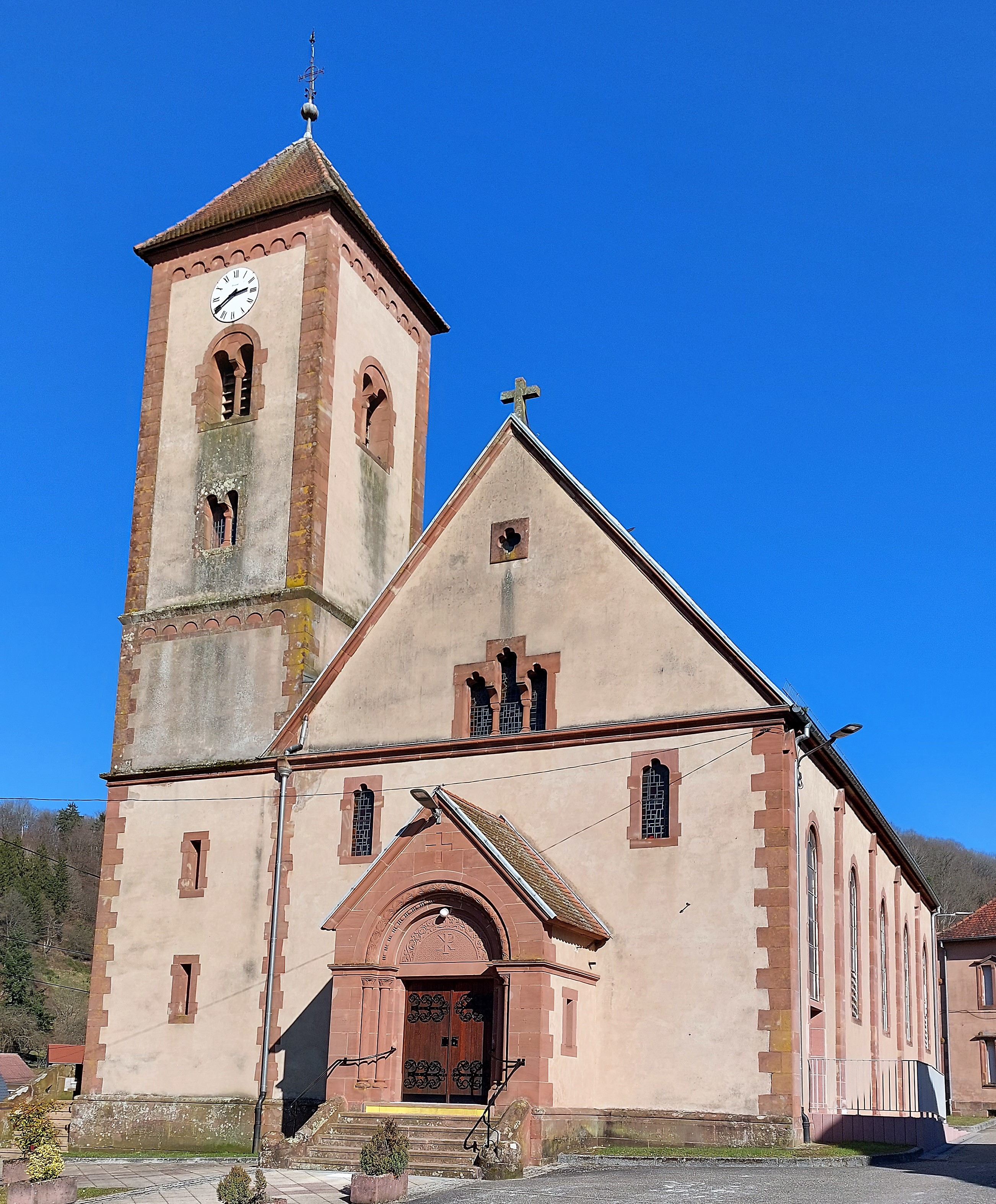
L'église de l'Immaculée-Conception.
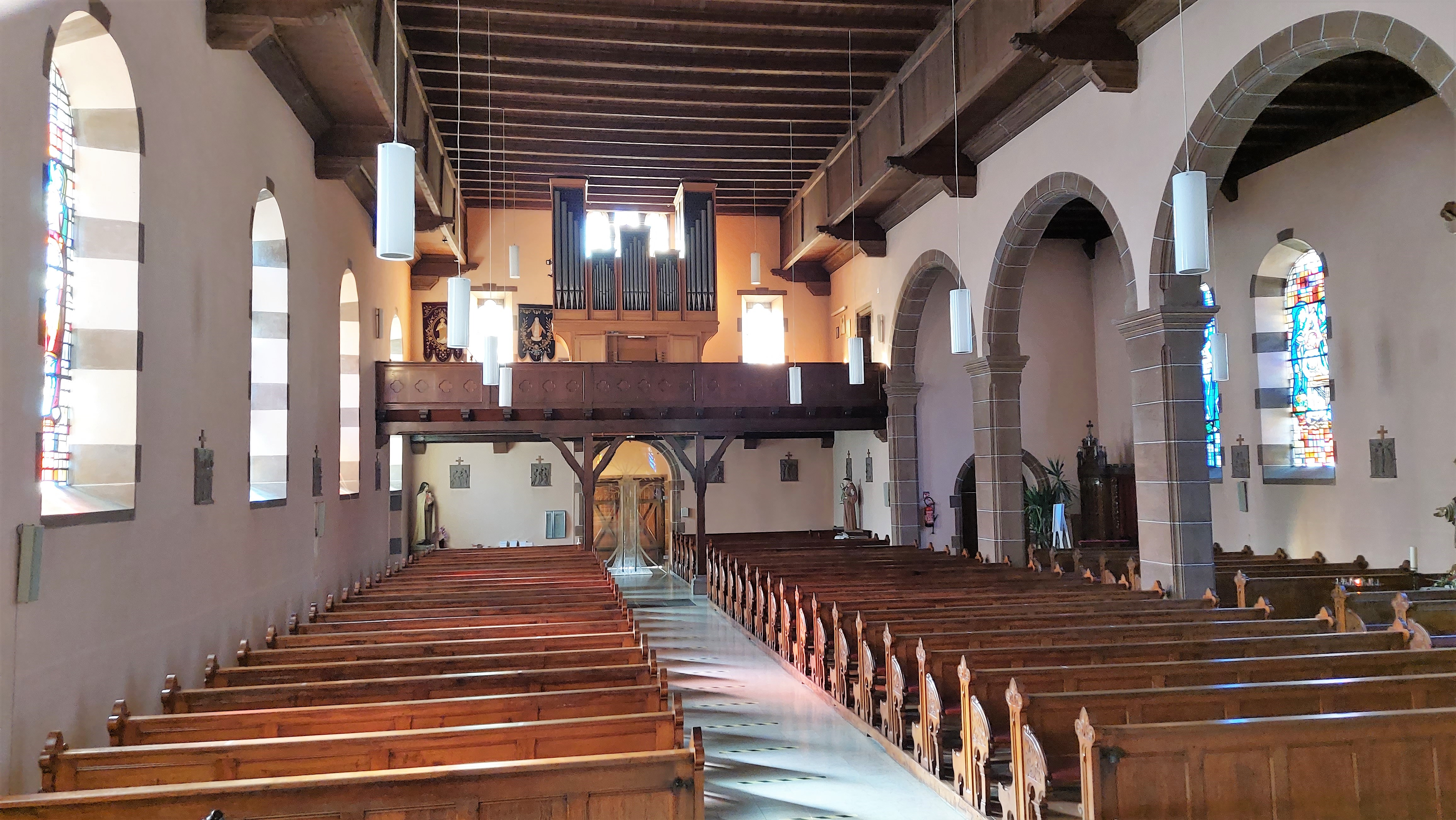
Orgue de l'église de l'Immaculée-Conception.
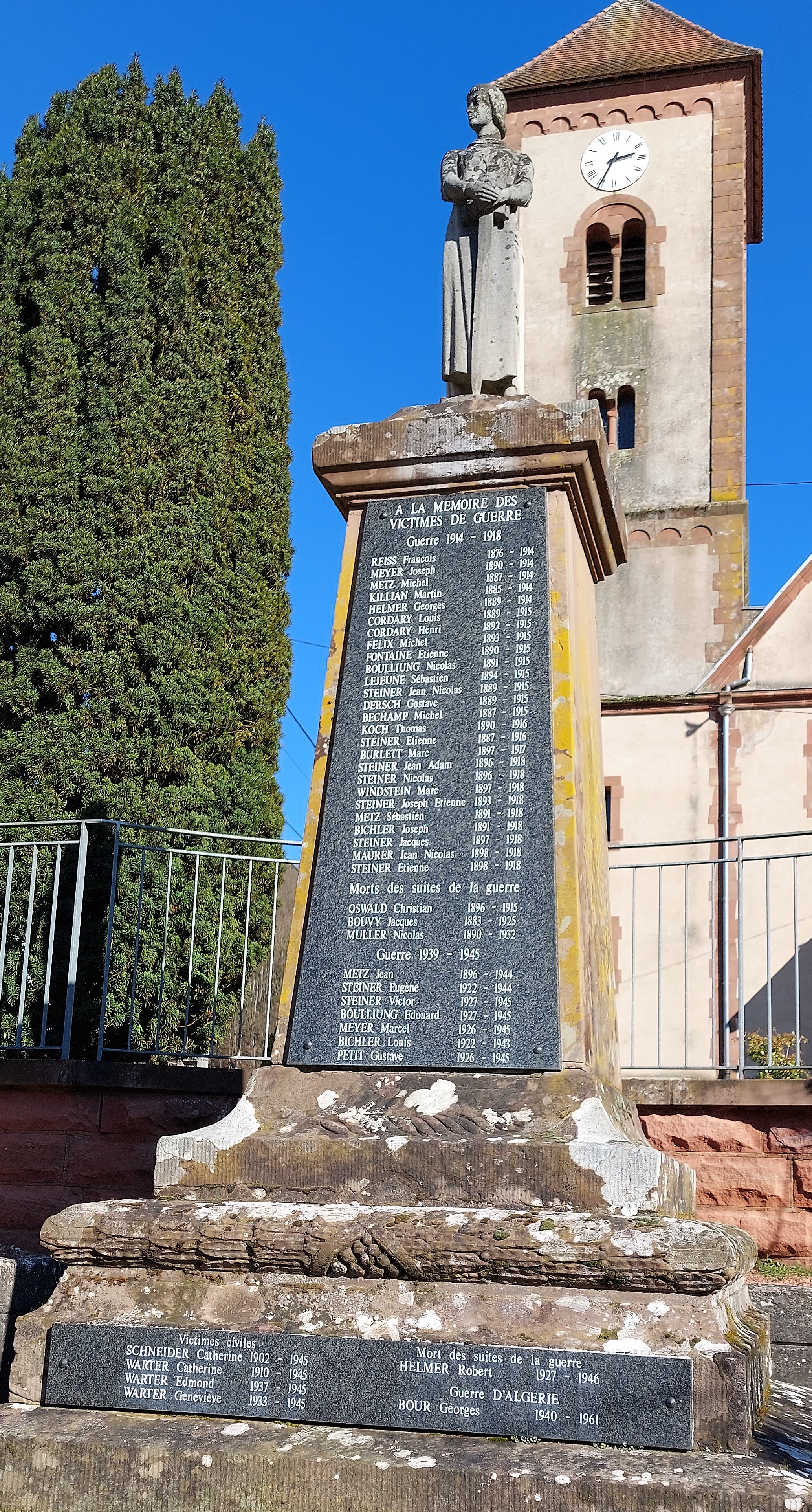
Monument aux morts.
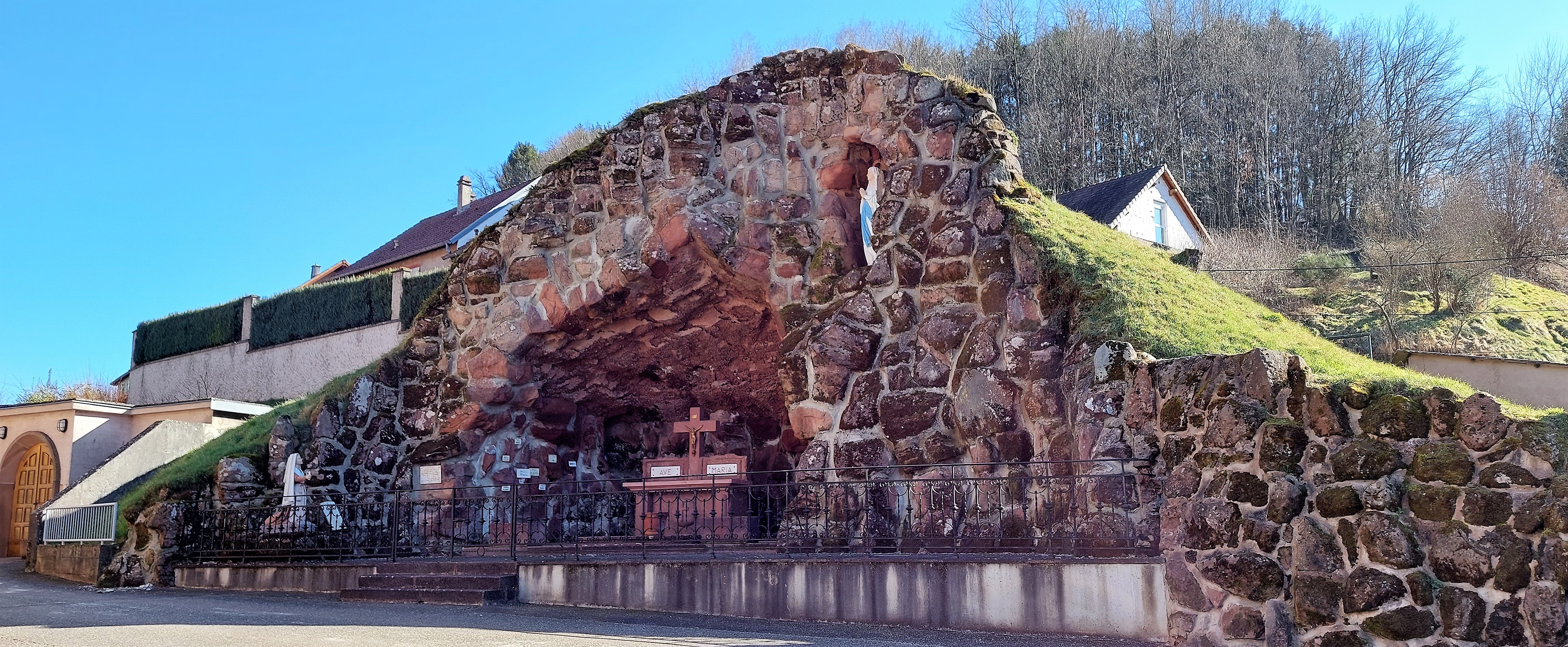
Grotte de Lourdes.

- L'église de l'Immaculée-Conception, néo-romane édifiée en 1904[36].

L'orgue, dont l'étude et l'esthétique sont de Gaston Kern de la Manufacture Alsacienne d'Orgues, inauguré le 20 mai 1971.
- Le village a conservé plusieurs fermes de la fin du XVIIIe siècle et de la première moitié du XIXe siècle, ainsi que de nombreuses croix de chemin dispersées sur le ban communal.
- Au 5 rue du Stade, une ferme de la première moitié du XIXe siècle est caractéristique de l'habitat du petit propriétaire moyen. Elle s'étend en largeur, la partie gauche étant réservée à l'étable-écurie et à la grange ouverte par une porte charnière en plein cintre. À droite, le logis surélevé, formé de quatre petites pièces se commandant l'une l'autre, comporte une cave faisant en même temps office de bergerie.

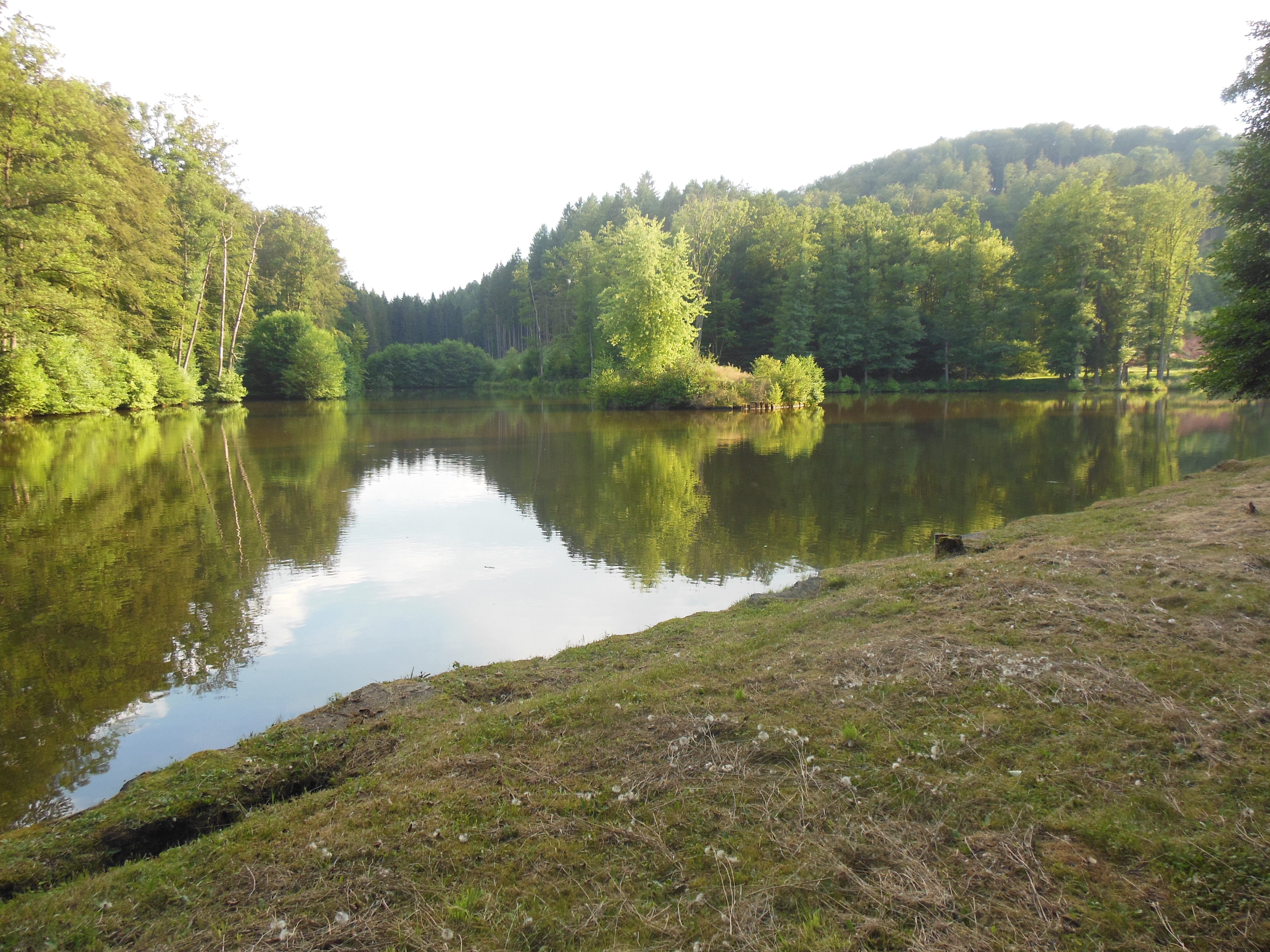
L'étang du Loeschersbach.

- Un chemin en bordure de l'étang du Loeschersbach conduit au milieu des aulnes à une croix de chemin érigée en 1749. Très simple, elle est formée d'un large fût portant la représentation de la Sainte Vierge, le cœur percé d'un glaive et l'invocation " Sancta Maria ora pro nobis ". Sur l'autre rive, un moulin reconstruit en 1735 a été transformé par la suite en fabrique de carton.
- Grottes de Lourdes[38],[39].
- Monument aux morts[40] : Conflits commémorés : Guerres 1914-1918 - 1939-1945 - AFN-Algérie (1954-1962).